# Amtsgericht Otterndorf

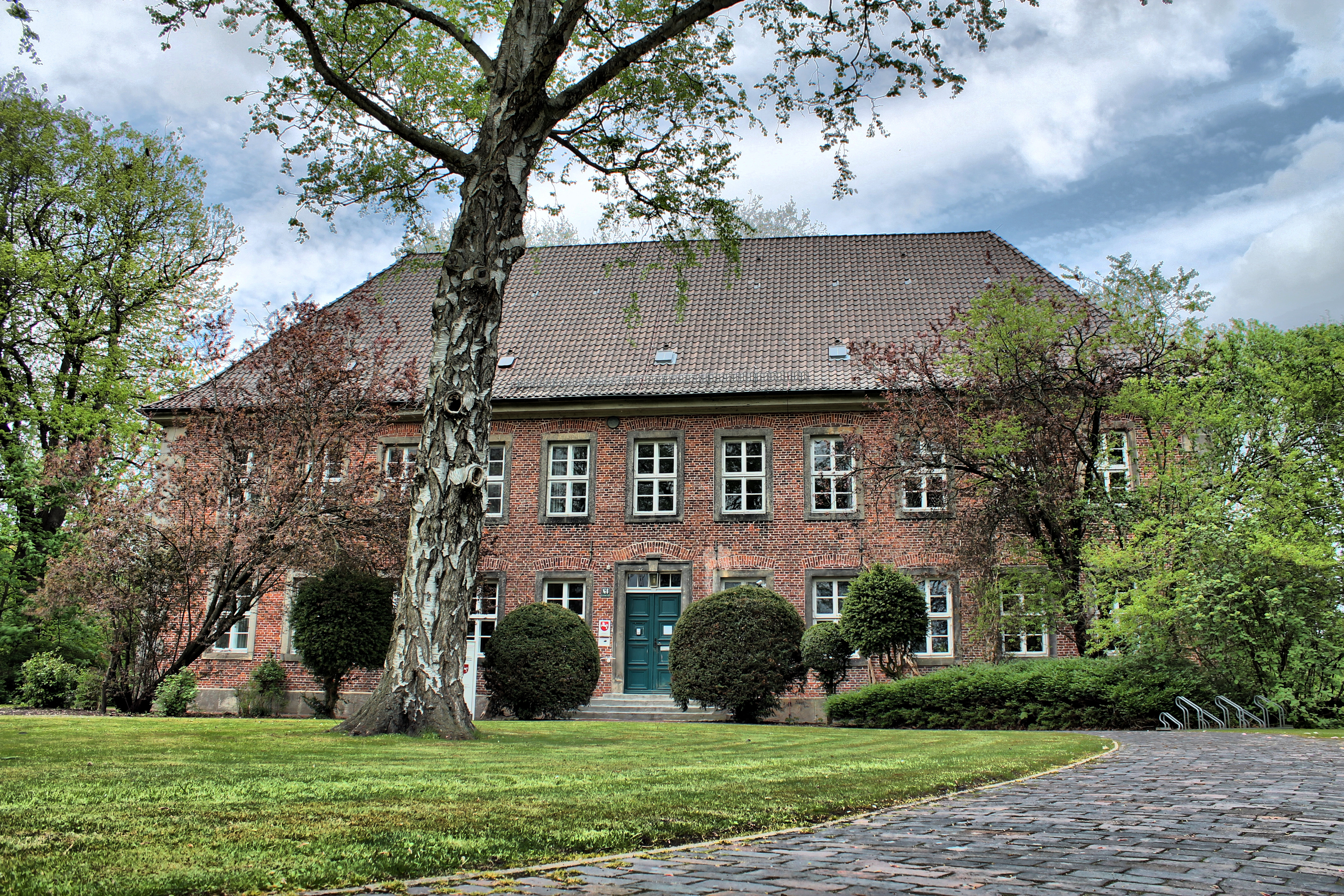
Amtsgericht Otterndorf

Das Amtsgericht Otterndorf ist eines von acht Amtsgerichten im Landgerichtsbezirk Stade und hat seinen Sitz im niedersächsischen Otterndorf.

## Übergeordnete Gerichte
Dem Amtsgericht Otterndorf sind im Instanzenzug das Landgericht Stade, das Oberlandesgericht Celle sowie der Bundesgerichtshof in Karlsruhe übergeordnet.

## Geschichte
Mit dem am 1. Oktober 1852 in Kraft getretenen hannoverschen Gerichtsverfassungsgesetz vom 8. November 1850 wurden Verwaltung und Justiz endgültig voneinander getrennt und Amtsgerichte wurde als unterste Gerichte geschaffen. So auch das Amtsgericht Otterndorf. Im Jahre 1973 wurde der Bezirk des Gerichts nach der Auflösung des Amtsgerichts Neuhaus an der Oste um dessen Gebiet erweitert. Im Jahre 1982 ging das Gebiet des ehemaligen Amtsgerichts Osten, das ebenfalls 1973 aufgelöst worden war, vom Amtsgericht Stade an das Amtsgericht Otterndorf.

## Gerichtsgebäude
Das Gericht befand sich seit 1768, damals noch als Obergericht, in einem Bürgerhaus in der Nähe des Marktes, dem heutigen Kreishaus. 1885 folgte der Umzug in das 1773 erbaute Amtsgerichtsgebäude. 1982 vergrößerte sich das Gericht und lagerte Abteilungen in das ehemalige Kreishaus aus. Das Gericht ist auch heute noch in dem Gebäude an der Straße Am Großen Specken Hausnummer 6 untergebracht.
Das unter einem Walmdach gelegene Backsteingebäude zeichnet sich durch die konsequente Werksteingliederung aus. Die Symmetrie der Fassade erstreckt sich über elf Achsen.
Das Bauwerk steht aus geschichtlichen und städtebaulichen Gründen als Einzeldenkmal unter Denkmalschutz nach § 3 Abs. 2 NDSchG und gehört der Gruppe baulicher Anlagen Schlossbezirk Otterndorf an.